# Paciente zero
Caso índice (popularmente chamado como Paciente zero) é o paciente inicial em uma população que está sob investigação epidemiológica. O paciente zero pode indicar a fonte de uma nova doença, uma eventual propagação e o que detém o reservatório da doença entre os surtos. É o primeiro paciente que indica a existência de um surto. Casos anteriores podem ser encontrados e são rotulados como primários, secundários, terciários, etc. "Paciente Zero" foi o termo usado para se referir sobre a disseminação do HIV na América do Norte.

## HIV
No caso da AIDS, o paciente zero, segundo o livro And the Band Played On (E a Vida Continua), do jornalista Randy Shilts, teria sido o comissário de bordo Gaëtan Dugas, de origem franco-canadense, no ano de 1982. Ele teria disseminado o vírus nas inúmeras boates e saunas gays que frequentava na Califórnia, Estados Unidos.
O caso mais antigo, posteriormente identificado, data de 1959. O vírus HIV (vírus da imunodeficiência humana) foi encontrado em uma amostra sanguínea de um homem africano da etnia banta, que viveu em Leopoldville, hoje Quinxassa, na República Democrática do Congo. A descoberta foi publicada em fevereiro de 1998 na revista americana Nature.,

## Gripe Suína
O paciente zero referente a Gripe Suina no ano de 2009 é Edgar Hernandez, de 5 anos, morador do México. Edgar é um sobrevivente da gripe suína classificada como pandemia pela Organização Mundial da Saúde (OMS).